# Ikarus 80e
Ikarus 80e V4 — электробус среднего класса венгерской фирмы Ikarus.

## Описание
Ikarus 80e был официально представлен в 2023 году в качестве прототипа на выставке Busworld Europe, которая проходила с 7 по 12 октября. Его длина составляет 8545 мм, ширина — 2420 мм, высота — 3300 мм, а колёсная база — 4350 мм. Автобус имеет две автоматические двери с формулой 1—2—0. Для открытия и закрытия дверей используется электропривод. Общая пассажировместимость составляет 55 человек, включая 18 мест для сидения. Водительское кресло — Grammer. Электробус разработан совместно с китайским производителем CRRC.

## Технические характеристики
Ikarus 80e оснащён электродвигателем мощностью 200 кВт и крутящим моментом 2000 Н·м, включая аккумулятор ёмкостью 282 кВт·ч. Запас хода составляет 410 км по циклу SORT II.